# Dolina smrti
Dolina smrti (Death Valley), Kalifornija, ZDA – skrivnostna in neusmiljena pokrajina
Dolina smrti, znana tudi po svojem angleškem imenu Death Valley, je ena najbolj vročih, suhih in nenavadnih pokrajin na svetu. Nahaja se na vzhodu Kalifornije, delno pa sega tudi v zvezno državo Nevada. Dolina je del nacionalnega parka Death Valley National Park, ki obsega več kot 13.000 kvadratnih kilometrov puščavskega terena in velja za največji narodni park v spodnjih 48 zveznih državah ZDA. Leži v t.i. Veliki kotlini (Great Basin), med gorovji Panamint in Amargosa.

### Podnebje in ekstremne temperature
Dolina smrti je najbolj znana po svojem izjemno vročem podnebju. Poleti temperature pogosto presežejo 50 °C, z najvišjo izmerjeno temperaturo 56,7 °C (134 °F) 10. julija 1913 v Furnace Creeku. Ta vrednost velja za eno najvišjih doslej zabeleženih na površju Zemlje. Zaradi nizke nadmorske višine – najnižja točka, Badwater Basin, leži 86 metrov pod morsko gladino – in zadrževanja toplote med gorovji, postane dolina pravi naravni "peč".
Poleg vročine je območje tudi izredno suho. Povprečna letna količina padavin znaša le okoli 50 mm. Ko pa dež dejansko pade, se lahko v kratkem času sprožijo bliskovite poplave, ki preoblikujejo pokrajino, oblikujejo kratkotrajna jezera in ustvarijo dramatične prizore.

### Zakaj se imenuje "Dolina smrti"?
Ime Death Valley izvira iz časa kalifornijske zlate mrzlice v sredini 19. stoletja. Leta 1849 se je skupina pionirjev – imenovana "Forty-Niners" – izgubila na poti proti Kaliforniji in zgrešila varen prehod. Ujeti v brezvoden in neusmiljen teren, so številni trpeli zaradi žeje, vročine in izčrpanosti. Čeprav jih je večina preživela zahvaljujoč pomoči dveh prostovoljcev, je vsaj en član umrl. Po zgodbah naj bi eden izmed preživelih pri odhodu rekel: »Zbogom, Dolina smrti,« in tako je dolina dobila ime, ki ga nosi še danes.

### Geološke značilnosti
Dolina smrti je geološko zelo aktivna. Leži ob robu tektonske prelomnice in vsebuje številne zanimive geološke pojave: od solin in sipin do barvitih kamnitih formacij, globokih kanjonov in izsušenih jezer. Najnižja točka, Badwater Basin, je slana depresija, ki ustvarja bleščečo belo površino. Eden od najbolj znanih pojavov v dolini so t.i. premikajoči se kamni (sailing stones) v Racetrack Playa – veliki kamni, ki se brez človeškega posredovanja premikajo po suhem jezerskem dnu, za sabo pa puščajo dolge sledi. Šele v zadnjih letih so znanstveniki odkrili, da so za ta pojav odgovorni tanki sloji ledu in vetra, ki ustvarijo pogoje za premik.

### Življenje v smrti
Kljub neizprosnemu okolju je dolina polna življenja. V spomladanskih mesecih, ob redkih padavinah, dolina zacveti s tisoči puščavskih cvetlic, kar ustvari spektakularen kontrast siceršnji pusti pokrajini. V dolini prebivajo tudi številne živalske vrste, kot so kojoti, puščavske lisice, klopotače, zajci, številni insekti in ptice. Prilagojeni so ekstremnim pogojem in se zanašajo na redke vodne vire, kot so oaze in podzemne reke.

### Kulturni pomen
Dolina smrti ima tudi pomembno kulturno in zgodovinsko vrednost. Avtohtona plemena, kot so Timbisha Shoshone, so tam živela že tisočletja in razvila izjemne načine preživetja. V 20. stoletju je območje pritegnilo iskalce boraksa in zlata, ki so ustanovili rudarska mesta – danes večinoma zapuščena. Dolina je bila pogosto uporabljena kot kulisa za filme in serije, vključno z "Vojno zvezd", kjer je služila kot prizorišče planeta Tatooine.

### Zaključek
Dolina smrti ni le ime – je metafora za meje, ki jih postavlja narava. Čeprav se zdi negostoljubna in neusmiljena, skriva pod svojo površino zgodbe o preživetju, prilagodljivosti in lepoti, ki se razkrije le tistim, ki jo opazujejo z odprtim srcem in spoštovanjem do narave. V njej se prepletata skrajnost in tišina, življenje in smrt – zato ostaja eden najbolj osupljivih krajev v ZDA.
1. ↑  »Dolina smrti, puščava legend in skrajnosti«. rtvslo.si. Pridobljeno 28. junija 2025.
2. ↑  »Dolina smrti, puščava legend in skrajnosti«. rtvslo.si. Pridobljeno 28. junija 2025.
3. ↑  »Dolina smrti, puščava legend in skrajnosti«. rtvslo.si. Pridobljeno 28. junija 2025.
4. ↑  »Dolina smrti, puščava legend in skrajnosti«. rtvslo.si. Pridobljeno 28. junija 2025.
5. ↑  »Dolina smrti, puščava legend in skrajnosti«. rtvslo.si. Pridobljeno 28. junija 2025.
6. ↑  »Dolina smrti, puščava legend in skrajnosti«. rtvslo.si. Pridobljeno 28. junija 2025.
7. ↑  »Dolina smrti, puščava legend in skrajnosti«. rtvslo.si. Pridobljeno 28. junija 2025.